# Wagener (pomme)
Pour les articles homonymes, voir Wagener.
Wagener est une variété de pomme apparue vers 1800 aux États-Unis.

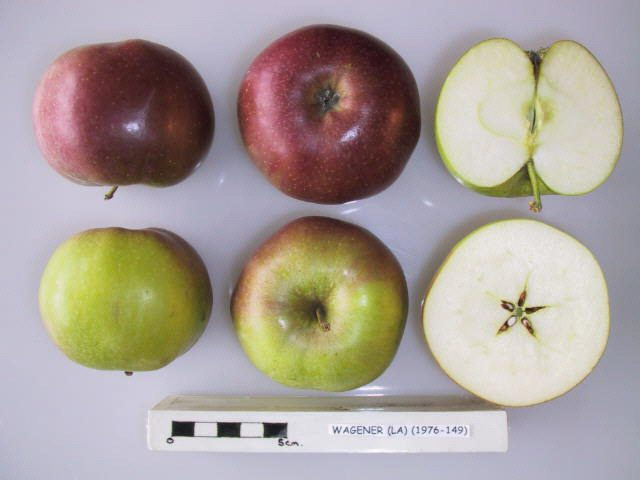
Wagener.

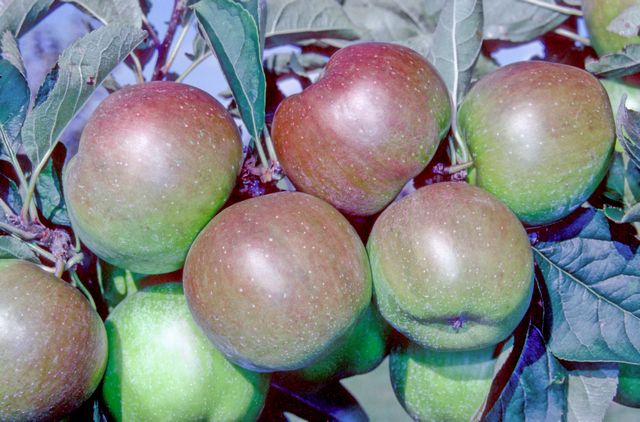
Sur arbre.

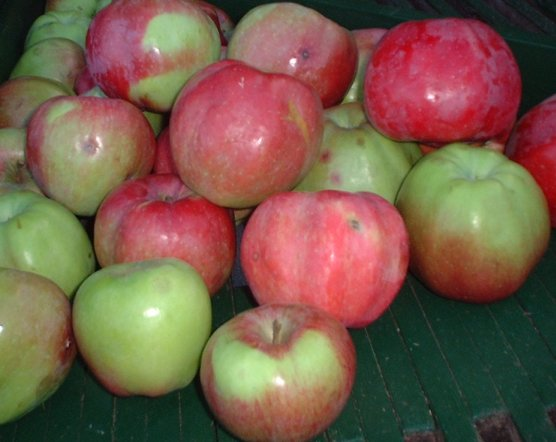
Northern Spy, parent possible de Wagener.

## Synonymes
- Wagner Renette (Allemagne),
- „Wageners Preisapfel“,
- „Annweiler Schläfer“,
- „Basliesle“, „Eisenacher“,
- „Holländischer Bellefleur“,
- „Pfingstapfel“, „Sankt Wendeler“
- „Weberapfel“[1],[2],[3].

## Histoire
En  1791, George Wheeler planta des graines de pomme dans son verger de Penn Yan, État de New-York. Abraham Wagener, créateur de la ville de Penn Yan, racheta ce verger, découvrit qu'un de ces semis était intéressant et propagea la variété, principalement en Virginie, sous le nom de 'Wagener',.
En 1910, la variété reçut un "Award of Merit", récompense de la "Royal Horticultural Society" de Londres.

## Description
- Utilisation : pomme cuite, cidre.
- Goût : semblable à celui de la Northen Spy.
- La 'Wagener' est une pomme moyenne à grosse.
- Sa fine peau brillante est rouge à reflets roses.
- Sa chair blanc crème est juteuse, croquante, acidulée et parfumée.

## Parenté
- Descendants :
  - Idared = Jonathan x Wagener
  - Ontario = Wagener x Northen Spy
  - Bláhova Oranžová Renata = cox orange pippin x Wagener

## Pollinisation
- Variété diploïde.
- Floraison: groupe B (mi-précoce).
- S-génotype: s3s8;
- La variété est partiellement autofertile mais atteignant sa pleine floraison 6 jours avant Golden Delicious, elle est mieux pollinisée par Red Jonathan, Alkmène, Prime Rouge, Egremont Russet, Fameuse, Cortland, Empire, Lord Lambourne ou Lobo.

## Culture
L'arbre est de vigueur faible à moyenne. Il est très fertile mais a tendance à l'alternance. Il résiste à la tavelure du pommier.
Résiste bien au gel malgré la floraison précoce.
Les pommes sont à maturité tardive et se conservent jusqu'en avril.
Croissance de type spur.